# Liste der Universitäten in Polen

Karte der Hochschulstandorte in Polen mit grafischer Darstellung der jeweiligen Studentenzahlen (in 1.000)
(Im Klammer: Anzahl der staatlichen Hochschulen in Trägerschaft des Ministeriums für Wissenschaft und Hochschulwesen
+ Anzahl der privaten Hochschulen
+ Anzahl der sonstigen staatlichen Hochschulen mit anderen Träger)

Dies ist eine Liste der Universitäten in Polen. 
In Polen gibt es insgesamt 18 Universitäten sowie zahlreiche Technische Universitäten, Wirtschaftsuniversitäten, Medizinische Universitäten, Landwirtschaftliche und Pädagogische Universitäten, eine Musikuniversität, eine Theologische Universität sowie zahlreiche den Universitäten gleichgestellte Hochschulen mit Promotionsrecht, wie Akademien und andere Hochschulen.

## Universitäten
- Universität Białystok
- Kazimierz-Wielki-Universität Bydgoszcz
- Universität Breslau
- Jan-Długosz-Universität Częstochowa
- Universität Danzig
- Pommersche Universität in Stolp
- Universität Ermland-Masuren in Olsztyn
- Schlesische Universität Kattowitz
- Jan-Kochanowski-Universität Kielce
- Jagiellonen-Universität in Krakau
- Universität Łódź
- Katholische Universität Lublin
- Maria-Curie-Skłodowska-Universität in Lublin
- Universität Opole
- Adam-Mickiewicz-Universität Posen
- Universität Rzeszów
- Universität Stettin
- Nikolaus-Kopernikus-Universität Toruń
- Universität VIZJA in Warschau
- Universität Warschau
- Kardinal-Stefan-Wyszyński-Universität Warschau
- Universität Zielona Góra
- Universität für Sozial- und Geisteswissenschaften

## Technische Universitäten
- Technische Universität Białystok
- Technische Universität Breslau
- Technische Universität Częstochowa
- Technische Universität Danzig
- Technische Universität Kielce
- Technische Universität Koszalin
- AGH Wissenschaftlich-Technische Universität in Krakau
- Technische Universität Krakau
- Technische Universität Lublin
- Technische Universität Łódź
- Technische Universität Opole
- Technische Universität Posen
- Technische Universität Radom
- Technische Universität Rzeszów
- Schlesische Technische Universität in Gliwice
- Westpommersche Technische Universität Stettin
- Technische Universität Warschau

## Wirtschaftsuniversitäten
- Wirtschaftsuniversität Breslau
- Wirtschaftsuniversität Krakau
- Wirtschaftsuniversität Posen
- Warsaw School of Economics

## Medizinische Universitäten
- Medizinische Universität Białystok
- Medizinische Universität Breslau
- Collegium Medicum Bydgoszcz der Nikolaus-Kopernikus-Universität Toruń
- Medizinische Universität Danzig
- Schlesische Medizinische Universität Katowice
- Collegium Medicum der Jagiellonen-Universität in Krakau
- Medizinische Universität Lublin
- Medizinische Universität Łódź
- Medizinische Karol-Marcinkowski-Universität Posen
- Pommersche Medizinische Universität Stettin
- Warschauer Medizinische Universität

## Landwirtschaftliche Universitäten
- Naturwissenschaftliche Universität Breslau
- Technisch-Naturwissenschaftliche Universität Bydgoszcz
- Landwirtschaftliche Universität Krakau
- Naturwissenschaftliche Universität Lublin
- Naturwissenschaftliche Universität Posen
- Landwirtschaftliche Universität Warschau

## Pädagogische Universitäten
- Pädagogische Universität Krakau
- Natur- und Geisteswissenschaftliche Universität Siedlce

## Musikuniversitäten
- Frédéric-Chopin-Universität für Musik Warschau

## Kunstuniversitäten
- Kunstuniversität Posen

## Seefahrt-Hochschulen
- Seefahrt-Akademie Gdynia
- Seefahrt-Akademie Szczecin

## Theologische Hochschulen
- Päpstliche Universität Johannes Paul II.
- Christlich-Theologische Akademie Warschau
- Päpstliche Theologische Fakultät Breslau
- Päpstliche Theologische Fakultät  Warschau
- Ignatianum-Akademie Krakau